# 14 септември
14 септември е 257-ият ден в годината според григорианския календар (258-и през високосна година). Остават 108 дни до края на годината.

## Събития
- 1752 г. – Британската империя приема Григориански календар и пропуска 11 дни (предишният ден е 2 септември).
- 1812 г. – Наполеонови войни: Седем дни след Бородинската битка, Наполеон със своята Велика армия влиза в Москва без бой, но намира градът изоставен и запален от отстъпващите руснаци.
- 1829 г. – Руско-турска война (1828-1829): Османската империя сключва с Русия Одринския мирен договор, който слага край на войната.
- 1867 г. – Излиза първото издание на „Капиталът“ на Карл Маркс.
- 1901 г. – Президентът на САЩ Уилям Маккинли умира след покушението от 6 септември и поста заема Теодор Рузвелт.
- 1903 г. – Избухва Кръстовденското въстание.
- 1911 г. – Руският премиер Пьотър Столипин е застрелян от Дмитрий Богров, докато присъства на представлението на „Приказката за цар Салтан“ на Римски-Корсаков в Киевската опера, в присъствието на императора на Руската империя Николай II.
- 1917 г. – Временното руско правителство обявява Руската империя за република.
- 1918 г. – Първа световна война: Започва атаката на Антантата при Добро поле.
- 1939 г. – VS-300 на Игор Сикорски става първият успешно изпробван хеликоптер.
- 1943 г. – Назначено е Правителство на България начело с Добри Божилов.
- 1944 г. – Излиза първият брой на вестник „Земеделско знаме“, орган на БЗНС, с главен редактор Никола Петков.
- 1954 г. – В строго секретно ядрено изпитание, съветски бомбардировач Ту-4 пуска атомна бомба от 40 килотона северно от село Тоцкое, Оренбургска област, Русия.
- 1959 г. – Съветският космически апарат Луна 2 става първият обект с човешки произход на Луната, разбивайки се на нейната повърхност.
- 1960 г. – Приключва срещата в Багдад на страните производителки на петрол, с която се създава ОПЕК.
- 1978 г. – СССР изстрелва автоматичния космически апарат Венера 12.
- 1982 г. – Убит е избраният президент на Ливан Бахир Джемайел.
- 1999 г. – Кирибати, Науру и Тонга се присъединяват към Организацията на обединените нации.
- 2000 г. – Microsoft пуска Windows Me.
- 2006 г. – Покрив на летище на испанския остров Менорка се срутва и затрупва над 20 души. Според данни на регионалното правителство само трима души са пострадали при инцидента.
- 2008 г. – Полет 821 на „Аерофлот“ се разбива в участък от Транссибирската железопътна линия, докато се приближава към международното летище „Перм“, Перм, Русия, загиват всички 88 души на борда.

## Родени
- 208 г. – Диадумениан, римски император († 218 г.)
- 1769 г. – Александър фон Хумболт, немски естественик († 1859 г.)
- 1791 г. – Франц Боп, немски езиковед († 1867 г.)
- 1817 г. – Теодор Щорм, германски писател († 1888 г.)
- 1838 г. – Христо Иванов-Големия, български политик († 1898 г.)
- 1847 г. – Димитър Греков, министър-председател на България († 1901 г.)
- 1847 г. – Павел Яблочков, руски изобретател († 1894 г.)
- 1848 г. – Адолф Албин, румънски шахматист († 1920 г.)
- 1849 г. – Иван Павлов, руски физиолог, Нобелов лауреат († 1936 г.)
- 1853 г. – Марк-Емил Руше, швейцарски политик († 1912 г.)
- 1859 г. – Добри Петков, български политик († 1932 г.)
- 1860 г. – Даниел Бланшу, български педагог († 1945 г.)
- 1860 г. – Димитър Гешов, български военен деец († 1922 г.)
- 1863 г. – Стою Брадистилов, български военен деец († 1930 г.)
- 1864 г. – Робърт Сесил, английски политик, Нобелов лауреат († 1958 г.)
- 1868 г. – Иван Пожарлиев, български военен († 1943 г.)
- 1884 г. – Стоян Кантуров, български революционер († 1959 г.)
- 1889 г. – Мария Естер де Каповиля, еквадорска дълголетница († 2006 г.)
- 1920 г. – Марио Бенедети, уругвайски писател († 2009 г.)
- 1920 г. – Лорънс Клайн, американски икономист, Нобелов лауреат († 2013 г.)
- 1921 г. – Иван Янчев, български актьор († 1995 г.)
- 1928 г. – Алберто Корда, кубински фотограф († 2001 г.)
- 1929 г. – Фердинан Ойоно, камерунски писател и политик († 2010 г.)
- 1930 г. – Антон Дончев, български писател († 2022 г.)
- 1932 г. – Кирил Семов, български поп певец († 1972 г.)
- 1936 г. – Уолтър Кьониг, американски актьор
- 1937 г. – Ренцо Пиано, италиански архитект
- 1940 г. – Венцеслав Константинов, български писател и преводач († 2019 г.)
- 1942 г. – Хираня Лал Шрестха, непалски дипломат
- 1944 г. – Гюнтер Нетцер, немски футболист
- 1947 г. – Сам Нийл, новозеландски актьор
- 1950 г. – Адемир Кенович, босненски режисьор
- 1951 г. – Владимир Мелников, украински писател, композитор, поет
- 1954 г. – Васил Стоев, български музикант
- 1955 г. – Лъв XIV, 267-и папа на Римокатолическата църква
- 1956 г. – Константинос Александру Караманлис, министър-председател на Гърция
- 1958 г. – Джон Херингтън, американски астронавт
- 1965 г. – Дмитрий Медведев, трети президент на Руската федерация
- 1973 г. – Румен Иванов, български футболист
- 1975 г. – Антоанета Добрева-Нети, българска певица
- 1983 г. – Ейми Уайнхаус, английска певица († 2011 г.)
- 1985 г. – Ая Уето, японска актриса и певица
- 1987 г. – Джейда Атеш, турска актриса
- 1997 г. – Вениамин Димитров, български певец

## Починали
- 23 г. – Юлий Цезар Друз, римски военачалник и консул (* 13 пр.н.е. г.)
- 407 г. – Йоан Златоуст, проповедник и богослов (* 349 г.)
- 775 г. – Константин V Копроним, византийски император (* 719 г.)
- 891 г. – Стефан VI, римски папа (* ? г.)
- 1067 г. – Прохор Пчински, български светец (* ? г.)
- 1321 г. – Данте Алигиери, италиански поет (* 1265 г.)
- 1523 г. – Адриан VI, римски папа (* 1459 г.)
- 1712 г. – Джовани Доменико Касини, френски астроном (* 1625 г.)
- 1851 г. – Джеймс Фенимор Купър, американски писател (* 1789 г.)
- 1852 г. – Артър Уелсли, херцог на Уелингтън (* 1769 г.)
- 1901 г. – Уилям Маккинли, 25-и президент на САЩ, (покушение) (* 1843 г.)
- 1903 г. – Мирчо Кипрев, български революционер (* 1880 г.)
- 1906 г. – Армен Купциос, гръцки революционер (* 1885 г.)
- 1916 г. – Хосе Ечегарай, испански драматург (* 1832 г.)
- 1920 г. – Ичко Димитров, български офицер и революционер (* 1880 г.)
- 1927 г. – Айседора Дънкан, американска танцьорка (* 1877 г.)
- 1927 г. – Хуго Бал, немски поет и драматург (* 1886 г.)
- 1937 г. – Томаш Масарик, първи президент на Чехословакия (* 1850 г.)
- 1957 г. – Асен Белковски, български художник (* 1879 г.)
- 1967 г. – Енчо Тагаров, български актьор (* 1904 г.)
- 1970 г. – Рудолф Карнап, германо-американски философ (* 1891 г.)
- 1982 г. – Грейс Кели, американска актриса, принцеса на Монако (* 1929 г.)
- 1984 г. – Джанет Гейнър, американска актриса (* 1906 г.)
- 1984 г. – Рада Балевска, професор (* 1903 г.)
- 2001 г. – Стелиос Казантзидис, гръцки певец и музикант
- 2005 г. – Искра Йосифова, българска актриса (* 1954 г.)
- 2005 г. – Робърт Уайз, американски филмов режисьор (* 1914 г.)
- 2008 г. – Георги Китов, български археолог (* 1943 г.)
- 2009 г. – Патрик Суейзи, американски актьор (* 1952 г.)
- 2011 г. – Рудолф Мьосбауер, немски физик, носител на Нобелова награда за физика през 1961 г. (* 1929 г.)
- 2013 г. – Симон Барии, френска актриса (* 1917 г.)
- 2022 г. – Ирини Папа, гръцка актриса (* 1926 г.)

## Празници
- Източноправославна църква – Въздвижение на Светия и Животворящ Кръст Господен (Кръстовден) (Кръстьо, Ставри)
- Празник на вестник „Българска армия“ – На този ден през 1944 г. излиза брой 1 на вестник „Народна войска“ („Всекидневен вестник за войската и народа“), преименуван на 14 септември 1952 г. в „Народна армия“. На 27 май 1991 г. е преименуван във в. „Българска армия“
- Професионален празник на Национална служба „Пожарна безопасност и защита на населението“ и на българските пожарникари – Годишнина от учредяването през 1905 г. на първото професионално обединение на пожарникарите в България. Обявен за празник с Решение на Министерски съвет от 12 септември 1995 г.
- Празник на град Силистра